# 大和雅之
大和 雅之（やまと まさゆき、1964年（昭和39年）6月23日 - ）は、日本の生命科学者。博士（理学）（東京大学）。
専門は再生医療、組織工学、幹細胞生物学。細胞シートの研究やベンチャー事業化、哲学や芸術にも造詣が深い人物として知られている。
2003年度グッドデザイン賞、2009年度文部科学大臣表彰科学技術賞、2009年山﨑貞一賞などを受賞した。
日本大学助手、東京女子医科大学助手、助教授、准教授、教授、同大学グローバルCOEプログラム拠点リーダー、先端生命医科学研究所（TWIns）所長、経済産業省技術戦略マップ再生医療分野作成委員会委員長、などを歴任。

## 来歴

### 学生時代
東京都港区生まれ。開成高等学校出身。高校時代は哲学に関心が強く、東大文科三類と理科一類のどちらに進むか迷っていた。東京大学に進学し、東京大学教養学部基礎科学科へ進む。大学時代には蓮實重彦の講義に潜入して聴講しており、卒業研究で生化学を選んだのは消去法だったと振り返っている。
学生時代から『現代思想 (雑誌)』に論稿を寄稿し、経済人類学者の栗本慎一郎から（『意味と生命』という著書の後書きで）「少壮の学生」という評価を受けた。なお、好きな映画としてブレードランナーを挙げており、学生時代に『現代思想』誌へ論稿を寄稿した際には、筆者肩書きの部分に「タイレル・コーポレーション」と記したこともあった。インタビューでは哲学は定年後に研究したいとも答えている。

### 研究者として
東京大学大学院理学系研究科博士課程を修了し、博士（理学）の学位を取得。1994年日本大学薬学部助手、1998年東京女子医科大学先端生命医科学研究所助手、2001年同研究所講師、2003年同研究所助教授（2007年から准教授）、2008年同研究所教授。
東京女子医科大学で「温度応答性培養皿」を岡野光夫らとともに開発し、培養細胞をバラバラにすることなくシートとして回収することで、細胞表層のタンパク質や細胞自身が産生した細胞外マトリックスを損傷させることなく、生体組織に速やかに付着できる方法の開発に成功した。iPS細胞、ES細胞、体性幹細胞の様々な幹細胞ソースと組み合わせが可能であり、自己細胞を使った再生角膜による治療法、早期食道癌の術後狭窄予防などの臨床研究が進められている。

### 再生医療の実現を目指して
2006年より経済産業省技術戦略マップ再生医療分野作成委員会委員、2009年より同委員長。厚生労働省自己由来ヒト細胞・組織加工医薬品等の品質及び安全性の確保に関する指針、他家指針検討委員会委員、再生医療における制度的枠組みに関する検討会委員、再生医療における制度的枠組みに関する検討会 委員、グローバルCOEプログラム「再生医療本格化のための集学的教育研究拠点」拠点リーダー。各種活動を通じ、再生医療における日本の将来を案じていた。
2014年2月5日に脳出血で倒れ、入院・長期療養を余儀なくされる。以前から岡野光夫の定年に伴い先端生命医科学研究所の所長に就任する予定であり、別に所長代行を設ける形で大和は4月1日付けで所長に就任。8月に一部職場復帰したものの、その後も所長代行が必要な状態になる。2016年現在は清水達也が所長を務め、大和は一教授の立場にある。

## 受賞歴
- 1998年 - 日本人工臓器学会 オリジナル賞
- 2000年 - 日本人工臓器学会 論文賞（広領域）[注釈 1]
- 2002年 - 日本バイオマテリアル学会 バイオマテリアル科学奨励賞
- 2003年
  - Young Investigator Award, Society for Biomaterials[5]
  - 第47回グッドデザイン賞[18]
- 2004年 - 第18回先端技術大賞「産経新聞社賞」[5]
- 2007年 - 第2回モノづくり連携大賞 特別賞[注釈 2]
- 2009年
  - 平成21年度文部科学大臣表彰科学技術賞[5]
  - 平成21年度山﨑貞一賞[注釈 3]
- 2010年 - 日本バイオマテリアル学会賞[5]（2010年）[注釈 4]

## 特記事項

### テレビ出演
- 2008年4月7日 - 芸能界かがく部登場！！（テレビ朝日）
- 2008年9月7日 - 近未来×予測テレビ ジキル&ハイド（テレビ朝日）
- 2010年12月26日 - 夢の扉 〜NEXT DOOR〜（TBSテレビ）[3]
- 2013年6月25日 - クローズアップ現代（NHK）

### 栗本慎一郎との関係
神道国際学会会長にして旭日中綬章受章者の栗本慎一郎とは関連が深く、栗本が監修する経済人類学の入門書『経済人類学を学ぶ』を文化功労者の山口昌男らと大和が共著したことがある。
2013年11月には、ラジオ日本が放送する「栗本慎一郎の社会と健康を語る」に大和も出演した。また、ラジオ日本の『時事対談 栗本慎一郎と川嶋朗の統合医療』という番組（2014年4月5日放送分）では、自分の弟子である東京女子医大教授（大和）がSTAP細胞論文共著者であることに触れつつ、STAP細胞研究を擁護し、理研における小保方晴子の上司が態度を豹変させたことを批判した。

### 人文・社会科学系の活動
思想や哲学について雑誌への寄稿で論じており、自らの立場を「栗本学派」と呼んでいる。また、『現代思想』誌上での連載が終了したばかりの栗本慎一郎の『意味と生命』に対し、「はたしてどれだけの者がついていけたのか不安にならざるをえない恐るべき孤高の連載」「いままで現代思想で許されてきた範囲を突き抜ける、とんでもないものであった」などと、きわめて高い評価を与えていた。マイケル・ポランニーについての論考では、高校の化学の教科書のかなりの部分がポランニーの業績に依拠して書かれるようになっているのにもかかわらず、科学史に彼の名があまり出てこないことに対して「政治的配慮か」と揶揄している。
栗本慎一郎編集の『経済人類学を学ぶ』において、阿部謹也、山口昌男らとの共著で第8章『マイケル・ポランニーの生命論』と第12章『実在、階層、発見、そして社会』を執筆。前者は自然科学サイドからのゲスト的なスタンスであるが、後者では、マイケル・ポランニーだけでなく兄のカール・ポランニーにも言及するなど、かなり社会科学的な領域へ突っ込んだ考察が見られる。また、後者では、大学の社会学科の設立とその内実への批判がなされている。社会科学およびそれを学ぶ大学の学科への強い関心が示されているということである。

### 小保方論文の指導
STAP細胞の論文を発表した小保方晴子の学生時代の指導教員である。早稲田大学と東京女子医科大学の連携制度の元、大和は小保方の修士課程時代から細胞シートの研究を指導。博士課程における小保方のハーバード留学を仲介し、一連の研究の共著者
であり、博士論文でも副査を務めた（詳細は「胞子様細胞」や「早稲田大学博士論文不正問題」を参照）。この研究は2010年頃に大和とチャールズ・バカンティが独立に「刺激で細胞が初期化する」という着想を持ち、小保方の実験により確信に至った。STAP研究の特許や論文には、大和も共同発明者や共著者として名を連ねている。
月刊『新潮45』のSTAP細胞研究関連の連載記事において、ノンフィクション作家の小畑峰太郎が大和について多く言及した。なお、早稲田大学の論文不正調査委員会が行った調査においては、大和に対して不正に関する聴取は検討されたものの、実施されなかった。

## 主な業績

### 学位論文
- 大和雅之 (1994-03-29). Interactions between human fibroblasts and reconstituted type Ⅰ collagen fibrils. 博士論文（甲第10453号）. 東京大学（日本語題名：再構成Ⅰ型コラーゲン線維とヒト線維芽細胞の相互作用に関する研究）

### 著書
- 栗本慎一郎 編『経済人類学を学ぶ』有斐閣〈有斐閣選書〉、1995年10月。ISBN 4-641-18238-8。分担執筆：阿部謹也、山口昌男、大和雅之 共著。
- 岡野光夫、大和雅之 監修 編『再生医療技術の最前線』シーエムシー出版、2007年5月。ISBN 978-4-88231-676-3。分担執筆「第2章 再生医療基盤技術 1.細胞分離」大和雅之。
- 阿形清和、山中伸弥、岡野栄之、大和雅之、中内啓光 著、浅島誠、黒岩常祥、小原雄治 編『再生医療生物学』岩波書店〈現代生物科学入門 第7巻〉、2009年12月8日。ISBN 978-4000069670。「第5章 組織工学」
- 大和雅之『おしゃべりな細胞たち -再生医療入門 すぐそこの未来を話そう-』講談社、2012年2月28日。ISBN 978-4-06-217480-0。アユミカトリーナ、齋藤薫、八代嘉美、下地恒毅、小林章一との対話集。
- テルモ科学技術振興財団「生命科学DOKIDOKI研究室」 監修 著、朝日新聞出版 編『いのちの不思議を考えよう : 最前線の生命科学者12人に聞く』朝日新聞出版、2014年4月。ISBN 9784023310186。「細胞シートで再生医療の実用化に挑む」大和雅之
- 日本再生医療学会 監修 著、岡野光夫、大和雅之 編『組織工学』朝倉書店〈再生医療叢書2〉、2013年3月25日。ISBN 978-4254360721。

### 寄稿（現代思想）
- 「理科系からのマイケル・ポランニー（特集：マイケル・ポランニー）」『現代思想』第14巻第3号、1986年3月、234-240頁。
- 「SMALLTALK between AI and TK（特集：機械じかけの心－人工知能の現象学）」『現代思想』第15巻第5号、1987年4月、204-213頁。
- 「言語化不可能性試論序説（特集：生命のセマンティクス）」『現代思想』第16巻第1号、1988年1月、184-190頁。
- 「リゾ-ムの「はさみ将棋」（特集：ウイルス生命と非生命）」『現代思想』第23巻第8号、1995年8月、124-131頁。
- 「分子ゲームとしての「再生」（特集：思考するDNA--進化と発生のストラテジー）」『現代思想』第23巻第13号、1995年12月、45-61頁。
- 「知覚,人格,科学,天命そして反転（特集：荒川修作+マドリン・ギンズ）」『現代思想』第24巻第10号、1996年8月、431-438頁。
- 「タンパクそして遺伝子,商品そして貨幣としての (特集=複雑系)」『現代思想』第24巻第13号、1996年11月、179-189頁。
- 「分子ゲームとしての生態組織--ティッシュ・エンジニアリング (特集 遺伝子操作 - 遺伝子研究の現在)」『現代思想』第26巻第11号、1998年9月、103-111頁。

### 解説（教育・研究）
- 岡野光夫、大和雅之「再生医工学のためのバイオマテリアル - 細胞シート工学の創成 -」『学術月報』第52巻第12号、1999年12月、9-13頁。
- 原口裕次、清水達也、大和雅之、菊池明彦、岡野光夫「細胞シート工学を用いた組織再構築および再生医療への応用」『日本再生歯科医学会誌』第2号、2004年12月30日、83-92頁。
- 「分厚い組織の再生のための細胞シート工学」『人工臓器』第36巻第1号、2007年6月15日、104-107頁。
- 大和雅之、岡野光夫「皮膚再生医療の現状と課題（特集：化粧品科学と美容医療の接点を探る）」『フレグランスジャーナル』第35巻第8号、2007年8月、49-54頁。
- 「がんとナノテクノロジー」『日本癌治療学会誌』第42巻第3号、2007年9月20日、1127-1131頁。
- 「再生医療研究の現状と展望 (特集=万能細胞--人は再生できるか)」『現代思想』第36巻第8号、2008年7月、108-120頁。
- 「いまこそ天然の細胞外マトリクスに学ぼう」『バイオマテリアル-生体材料- Journal of Japanese Society for Biomaterials』第26巻第6号、2008年11月18日、409-410頁。
- 「(TWInsの現状<特集II>)G-COEの活動報告と計画 グローバルCOEプログラム「再生医療本格化のための集学的教育研究拠点」」『未来医学』第25巻、2010年12月20日、62-67頁。
- 秋山義勝、大和雅之、岡野光夫「第74回東京女子医科大学学会総会 (シンポジウム 東京女子医科大学・早稲田大学連携先端生命医科学研究教育施設について)(1)細胞シート工学による再生医療」『東京女子医科大学雑誌』第79巻第3号、東京女子医科大学学会、2009年3月25日、84-89頁、ISSN 00409022、NAID 110007090072。
- 「技術＆頭脳流出が日本を滅ぼす 革命的な再生医療「細胞シート」 日本を諦めフランスで治験開始」『SPA!』2013年2月19日、24-25頁。[41]

### 特許
（大和が発明者に含まれる特許のみ、共同発明者の記載は省く。なお、カッコ内の記述は、日付が登録日、会社・人物名が特許権者を示す。）
- 特許3935093「高生着性再生角膜上皮細胞シート、製造方法及びその利用方法」（2007年3月30日、セルシード）
- 特許3935096「高生着性角膜上皮代替細胞シート、製造方法及びその利用方法」（2007年3月30日、セルシード、西田幸二）
- 特許4313069「動物細胞培養用培地、及びそれを用いた動物細胞培養方法」（2009年5月22日、西田幸二、セルシード）
- 特許4335873「再生角膜内皮細胞シート、製造方法及びその利用方法」（2009年7月3日、セルシード、西田幸二）
- 特許4475847「前眼部関連細胞シート、3次元構造体、及びそれらの製造法」（2010年3月19日、セルシード）
- 特許4567936「細胞培養用支持体材料、細胞の共培養方法およびそれより得られる共培養細胞シート」（2010年8月13日、セルシード）
- 特許4569971「治療用物質の運搬投与器具」2010年8月20日登録（HOYA、東京女子医大、学校法人立命館、名古屋大学）
- 特許4638255「細胞培養装置、器具及びそのシステム」（2010年12月3日、テルモ）
- 特許4679795「心筋様細胞シート、3次元構造体、心筋様組織及びそれらの製造法」（2011年2月10日、セルシード）
- 特許4716479「表皮培養細胞シート、重層化培養皮膚シート、及びそれらの製造法」（2011年4月8日、セルシード）
- 特許4755368「高密度細胞アレイ用基板、製造法、及びその利用方法」（2011年6月3日、セルシード）
- 特許4781999「癌細胞移植動物の製造方法」（2011年7月15日、セルシード）
- 特許4822012「紐状の心筋細胞集合体を形成するための細胞培養支持体」（2011年9月16日、大日本印刷、東京女子医大）
- 特許4827729「培養歯根膜細胞シート、製造方法及びその利用方法」（2011年9月22日、セルシード）
- 特許4874514「上皮系細胞の重層化培養方法、それから得られる重層化上皮系細胞シート及びその利用方法」（2011年12月2日、西田幸二、セルシード）
- 特許4934360「細胞培養支持体」（2012年2月24日、東京女子医大、大日本印刷）
- 特許4982768「粒子処理用マイクロ流路システムおよび粒子処理方法」（2012年5月11日、東京女子医大）
- 特許5080848「細胞培養支持体とその製造方法」（2012年9月7日、大日本印刷、東京女子医大、セルシード）
- 特許5086398「心筋様細胞シート、3次元構造体、心筋様組織及びそれらの製造法」（2012年9月14日、セルシード）
- 特許5101204「心筋細胞培養支持体」（2012年10月5日、大日本印刷、東京女子医大）
- 特許5121155「形質転換細胞集団の作成方法」（2012年11月2日、物質・材料研究機構、東京女子医大）
- 特許5140095「自動培養装置、及び培養容器設置方法」（2012年11月22日、日立製作所）
- 特許5219610「治療用物質の運搬投与器具」（2013年3月15日、HOYA、東京女子医大）
- 特許5227223「細胞培養支持体」（2013年3月22日、セルシード）
- 特許5264799「前眼部関連細胞シート、3次元構造体、及びそれらの製造法」（2013年5月10日、セルシード）
- 特許5266363「癌細胞シート移植動物」（2013年5月10日、セルシード）
- 特許5324750「細胞培養支持体とその製造方法」（2013年7月26日、大日本印刷、東京女子医大、セルシード）
- 特許5329185「配向制御された細胞パターンの回収ツール」（2013年8月2日、東京女子医大、大日本印刷）
- 特許5496488「細胞パターン回収ツール（2014年3月14日、東京女子医大、大日本印刷）
- 特許5508511「培養細胞シート、製造方法及びその利用した組織修復方法」（2014年3月28日、セルシード）
- 特許5512914「温度応答性高分子化合物を含む水系洗浄液の処理方法及び装置」（2014年4月4日、大日本印刷、東京女子医大、セルシード）

### 競争的資金
（科学研究費補助金 研究代表者）
- 1995年度 - 奨励研究A「三次元コラーゲンゲル内培養における細胞骨格とコラーゲン結合部位の検討」
- 1996年度 - 基盤研究C「培養基質への接着と組織中の細胞接着の比較分子細胞生物学」
- 1999-2000年度 - 基盤研究C「温度応答性培養表面からの細胞および細胞シートの脱着速度の加速化」
- 2001-2002年度 - 基盤研究C「細胞シート工学による培養人工尿細管の開発」
- 2001-2003年度 - 基盤研究B「細胞シート工学による培養人工角膜上皮の開発」
- 2004-2005年度 - 基盤研究B「上皮幹細胞の増幅と機能維持のための生理活性分子固定化温度応答性培養皿の開発」
- 2005-2009年度 - 特定領域研究「生体ナノ空間としての基底膜による細胞剥離機能に関するナノバイオテクノロジー」
- 2011-2015年度 - 新学術領域研究「肝臓等複雑化組織の構築と機能解明」

（規模の大きい科研費の研究分担者）
- 1997年度 - 重点領域研究「生体組織傾斜構造に類似の細胞培養床の作成」代表者：林利彦
- 2001-2003年度 - 基盤研究A「温度応答性培養皿を利用した肝実質細胞と非実質細胞の新規共培養法の開発」代表者：岡野光夫
- 2004-2006年度 - 基盤研究A「より安全かつ高機能な細胞シートの作製のための次世代インテリジェント培養表面の開発」代表者：岡野光夫